# Los Angeles Clippers 2017-2018
La stagione 2017-2018 dei Los Angeles Clippers è stata la 48ª stagione della franchigia nella NBA.

## Draft
I Clippers non avevano scelte nel Draft NBA 2017, ma hanno acquisito dai Philadelphia 76ers la scelta n.39, Jawun Evans, e dai Milwaukee Bucks la scelta n.48, Sindarius Thornwell, in cambio di cash considerations.

## Roster
| \| Pos. \| Num. \| Naz. \| Nome \| Altezza \| Peso \| Data nascita \| Provenienza \| \| ---- \| ---- \| ---------------------- \| -------------------- \| ------- \| ------ \| ------------ \| -------------------- \| \| P \| 21 \| Stati Uniti (bandiera) \| Beverley, Patrick \| 185 cm \| 84 kg \| 12-07-1988 \| Arkansas \| \| G \| 11 \| Stati Uniti (bandiera) \| Bradley, Avery \| 188 cm \| 82 kg \| 26-11-1990 \| Texas \| \| A \| 7 \| Stati Uniti (bandiera) \| Dekker, Sam \| 206 cm \| 104 kg \| 06-05-1994 \| Wisconsin \| \| P \| 1 \| Stati Uniti (bandiera) \| Evans, Jawun \| 183 cm \| 86 kg \| 26-07-1996 \| Oklahoma State \| \| A \| 8 \| Italia (bandiera) \| Gallinari, Danilo \| 208 cm \| 102 kg \| 08-08-1988 \| Italia \| \| A \| 34 \| Stati Uniti (bandiera) \| Harris, Tobias \| 206 cm \| 107 kg \| 15-07-1992 \| Tennessee \| \| AG \| 5 \| Stati Uniti (bandiera) \| Harrell, Montrezl \| 203 cm \| 109 kg \| 26-01-1994 \| Louisville \| \| G/AP \| 33 \| Stati Uniti (bandiera) \| Johnson, Wesley \| 201 cm \| 98 kg \| 11-07-1987 \| Syracuse \| \| C \| 6 \| Stati Uniti (bandiera) \| Jordan, DeAndre \| 211 cm \| 120 kg \| 21-07-1988 \| Texas A&M \| \| C \| 51 \| Serbia (bandiera) \| Marjanović, Boban \| 221 cm \| 132 kg \| 15-08-1988 \| Serbia \| \| P/G \| 25 \| Stati Uniti (bandiera) \| Rivers, Austin \| 193 cm \| 91 kg \| 01-08-1992 \| Duke \| \| P \| 4 \| Serbia (bandiera) \| Teodosić, Miloš \| 196 cm \| 89 kg \| 19-03-1987 \| Serbia \| \| G \| 0 \| Stati Uniti (bandiera) \| Thornwell, Sindarius \| 196 cm \| 98 kg \| 15-11-1994 \| South Carolina \| \| P \| 12 \| Stati Uniti (bandiera) \| Wallace, Tyrone (TW) \| 196 cm \| 90 kg \| 10-06-1994 \| UC Berkeley \| \| G \| 9 \| Stati Uniti (bandiera) \| Williams, C.J. \| 196 cm \| 104 kg \| 06-02-1990 \| North Carolina State \| \| P/G \| 23 \| Stati Uniti (bandiera) \| Williams, Lou \| 185 cm \| 79 kg \| 27-10-1986 \| South Gwinnett HS \| | Allenatore - Doc Rivers Assistente/i - Sam Cassell - Armond Hill - Brendan O'Connor - Pat Sullivan - John Welch - Mike Woodson - J. P. Clark Legenda - (C) Capitano - (FA) Free agent - (S) Sospeso - (TW) Contratto Two-way - (GL) Assegnato a squadra G League affiliata - Infortunato Roster • Transazioni · Ultima transazione: 9 aprile 2018 |                        |                      |         |        |              |                      |
| Pos. | Num. | Naz.                   | Nome                 | Altezza | Peso   | Data nascita | Provenienza          |
| P | 21 | Stati Uniti (bandiera) | Beverley, Patrick    | 185 cm  | 84 kg  | 12-07-1988   | Arkansas             |
| G | 11 | Stati Uniti (bandiera) | Bradley, Avery       | 188 cm  | 82 kg  | 26-11-1990   | Texas                |
| A | 7 | Stati Uniti (bandiera) | Dekker, Sam          | 206 cm  | 104 kg | 06-05-1994   | Wisconsin            |
| P | 1 | Stati Uniti (bandiera) | Evans, Jawun         | 183 cm  | 86 kg  | 26-07-1996   | Oklahoma State       |
| A | 8 | Italia (bandiera)      | Gallinari, Danilo    | 208 cm  | 102 kg | 08-08-1988   | Italia               |
| A | 34 | Stati Uniti (bandiera) | Harris, Tobias       | 206 cm  | 107 kg | 15-07-1992   | Tennessee            |
| AG | 5 | Stati Uniti (bandiera) | Harrell, Montrezl    | 203 cm  | 109 kg | 26-01-1994   | Louisville           |
| G/AP | 33 | Stati Uniti (bandiera) | Johnson, Wesley      | 201 cm  | 98 kg  | 11-07-1987   | Syracuse             |
| C | 6 | Stati Uniti (bandiera) | Jordan, DeAndre      | 211 cm  | 120 kg | 21-07-1988   | Texas A&M            |
| C | 51 | Serbia (bandiera)      | Marjanović, Boban    | 221 cm  | 132 kg | 15-08-1988   | Serbia               |
| P/G | 25 | Stati Uniti (bandiera) | Rivers, Austin       | 193 cm  | 91 kg  | 01-08-1992   | Duke                 |
| P | 4 | Serbia (bandiera)      | Teodosić, Miloš      | 196 cm  | 89 kg  | 19-03-1987   | Serbia               |
| G | 0 | Stati Uniti (bandiera) | Thornwell, Sindarius | 196 cm  | 98 kg  | 15-11-1994   | South Carolina       |
| P | 12 | Stati Uniti (bandiera) | Wallace, Tyrone (TW) | 196 cm  | 90 kg  | 10-06-1994   | UC Berkeley          |
| G | 9 | Stati Uniti (bandiera) | Williams, C.J.       | 196 cm  | 104 kg | 06-02-1990   | North Carolina State |
| P/G | 23 | Stati Uniti (bandiera) | Williams, Lou        | 185 cm  | 79 kg  | 27-10-1986   | South Gwinnett HS    |

## Classifiche

### Pacific Division
| Pacific Division        | Pacific Division | Pacific Division | Pacific Division | Pacific Division | Pacific Division | Pacific Division | Pacific Division | Pacific Division |
| Squadra                 | V                | S                | V%               | PR               | Casa             | Trasf            | Div              | PG               |
| ----------------------- | ---------------- | ---------------- | ---------------- | ---------------- | ---------------- | ---------------- | ---------------- | ---------------- |
| y – Golden St. Warriors | 58               | 24               | .707             | 7,0              | 29–12            | 29–12            | 13–3             | 82               |
| L.A. Clippers           | 42               | 40               | .512             | 23,0             | 22–19            | 20–21            | 12–4             | 82               |
| L.A. Lakers             | 35               | 47               | .427             | 30,0             | 20–21            | 15–26            | 5–10             | 82               |
| Sacramento Kings        | 27               | 55               | .329             | 38,0             | 14–27            | 13–28            | 5–11             | 82               |
| Phoenix Suns            | 21               | 61               | .256             | 44,0             | 10–31            | 11–30            | 4–12             | 82               |

### Western Conference
| Western Conference | Western Conference        | Western Conference | Western Conference | Western Conference | Western Conference | Western Conference |
| #                  | Squadra                   | V                  | S                  | V%                 | PR                 | PG                 |
| ------------------ | ------------------------- | ------------------ | ------------------ | ------------------ | ------------------ | ------------------ |
| 1                  | z – Houston Rockets *     | 65                 | 17                 | .793               | –                  | 82                 |
| 2                  | y – Golden St. Warriors * | 58                 | 24                 | .707               | 7,0                | 82                 |
| 3                  | y – Portland T. Blazers * | 49                 | 33                 | .598               | 16,0               | 82                 |
| 4                  | x – Oklahoma Thunder      | 48                 | 34                 | .585               | 17,0               | 82                 |
| 5                  | x – Utah Jazz             | 48                 | 34                 | .585               | 17,0               | 82                 |
| 6                  | x – N. Orleans Pelicans   | 48                 | 34                 | .585               | 17,0               | 82                 |
| 7                  | x – San Antonio Spurs     | 47                 | 35                 | .573               | 18,0               | 82                 |
| 8                  | x – Minnesota T'wolves    | 47                 | 35                 | .573               | 18,0               | 82                 |
|                    |                           |                    |                    |                    |                    |                    |
| 9                  | Denver Nuggets            | 46                 | 36                 | .561               | 19,0               | 82                 |
| 10                 | L.A. Clippers             | 42                 | 40                 | .512               | 23,0               | 82                 |
| 11                 | L.A. Lakers               | 35                 | 47                 | .427               | 30,0               | 82                 |
| 12                 | Sacramento Kings          | 27                 | 55                 | .329               | 38,0               | 82                 |
| 13                 | Dallas Mavericks          | 24                 | 58                 | .293               | 41,0               | 82                 |
| 14                 | Memphis Grizzlies         | 22                 | 60                 | .268               | 43,0               | 82                 |
| 15                 | Phoenix Suns              | 21                 | 61                 | .256               | 44,0               | 82                 |

## Mercato

### Free Agency

#### Prolungamenti contrattuali
| Giocatore     | Contratto                       |
| ------------- | ------------------------------- |
| Blake Griffin | 5 anni – 173 milioni di dollari |

#### Acquisti
| Giocatore      | Contratto                        | Provenienza     |
| -------------- | -------------------------------- | --------------- |
| Miloš Teodosić | 2 anni – 12,3 milioni di dollari | CSKA Mosca      |
| Willie Reed    | 1 anno – 1,5 milioni di dollari  | Miami Heat      |
| Jamil Wilson   | Contratto Two-way                | Auxilium Torino |
| C.J. Williams  | Contratto Two-way                | Texas Legends   |
| Tyrone Wallace | Contratto Two-way                | A.C. Clippers   |

#### Cessioni
| Giocatore         | Motivo     | Nuova squadra           |
| ----------------- | ---------- | ----------------------- |
| Paul Pierce       | Ritiro     | Boston Celtics (Ritiro) |
| J. J. Redick      | Free agent | Philadelphia 76ers      |
| Raymond Felton    | Free agent | Oklahoma Thunder        |
| Luc Mbah a Moute  | Free agent | Houston Rockets         |
| Marreese Speights | Free agent | Orlando Magic           |
| Brandon Bass      | Free agent | Liaoning F. Leopards    |
| Jamil Wilson      | Rilasciato | F.W. Mad Ants           |
| Alan Anderson     | Free agent | TBD                     |

### Scambi
| 22 giugno 2017    | L.A. Clippers Draft rights per Sindarius Thornwell | Milwaukee Bucks Cash considerations                    |
| 28 giugno 2017    | L.A. ClippersPatrick Beverley Lou Williams Sam Dekker Montrezl Harrell Darrun Hilliard DeAndre Liggins Kyle Wiltjer Scelta 1º giro Draft 2018 Cash considerations | Houston Rockets Chris Paul                             |
| 6 luglio 2017     | L.A. Clippers Draft rights per Jawun Evans | Philadelphia 76ers Cash considerations                 |
| 6 luglio 2017     | L.A. ClippersDanilo Gallinari (da Denver) | Denver NuggetsScelta 2º giro Draft 2019 Atlanta Hawks  |
| 6 luglio 2017     | Atlanta Hawks Jamal Crawford (da Los Angeles) Diamond Stone (da Los Angeles) Scelta 1º giro Draft 2018 L.A. Clippers                                              |                                                        |
| 25 settembre 2017 | L.A. Clippers Cash considerations | Atlanta Hawks DeAndre Liggins                          |
| 29 gennaio 2018   | L.A. Clippers Tobias Harris Avery Bradley Boban Marjanović Scelta protetta 1º giro Draft 2018 Scelta 2º giro Draft 2019                                           | Detroit PistonsBlake Griffin Brice Johnson Willie Reed |

## Premi individuali
| Assegnato a  | Premio                                       | Data premio     | Ref.   |
| ------------ | -------------------------------------------- | --------------- | ------ |
| Lou Williams | Giocatore della settimana Western Conference | 3 gennaio 2018  | [ 12 ] |
| Lou Williams | Giocatore della settimana Western Conference | 17 gennaio 2018 | [ 13 ] |